# NGC 7715
NGC 7715 ist eine Irreguläre Galaxie vom Hubble-Typ Im? pec im Sternbild Fische auf der Ekliptik. Sie ist etwa 129 Millionen Lichtjahre von der Milchstraße entfernt und hat einen Durchmesser von etwa 100.000 Lichtjahren. Durch eine dichte Begegnung mit ihrer Nachbargalaxie NGC 7714 vor etwa 100 bis 200 Millionen Jahren verlor sie einen beträchtlichen Teil ihrer Masse, was zu Verzerrungen bei beiden Galaxien führte. Halton Arp gliederte seinen Katalog ungewöhnlicher Galaxien nach rein morphologischen Kriterien in Gruppen. Dieses Galaxienpaar gehört zu der Klasse Doppelgalaxien mit Einströmung und Anziehung.
Entdeckt wurde das Objekt am 4. November 1850 von Bindon Blood Stoney.